# Vatovaea pseudolablab
Genre
Espèce
Synonymes
- Vatovaea biloba Chiov.[2]
- Vigna pseudolablab Harms[2]

Vatovaea pseudolablab est une espèce de plantes à fleurs dicotylédones de la famille des Fabaceae, sous-famille des Faboideae, originaire d'Afrique et d'Asie.
C'est l'unique espèce acceptée du genre Vatovaea (genre monotypique).